# Melissodes leprieuri
Melissodes leprieuri là một loài Hymenoptera trong họ Apidae. Loài này được Blanchard mô tả khoa học năm 1849.